# 樋田かおり
樋田 かおり（といだ かおり、1985年6月27日 - ）は、日本のフリーアナウンサー、実業家。株式会社トークナビ代表取締役。防災士。
岐阜県岐阜市出身。岐阜県立岐阜商業高等学校、金城学院大学現代文化学部情報文化学科（現在の国際情報学部国際情報学科）を卒業した。青森放送を経てフリーアナウンサーとなり、中京テレビに入局する。その後、会社を設立し講演活動をしながら、TBSニュースバードに出演した。身長は161cm。血液型はA型。

## 来歴
岐阜商業高校在学時は放送部に所属し、高校野球の試合でウグイス嬢も務めた。その高校生時代にNHK杯全国高校放送コンテスト岐阜県大会に出場し、アナウンス部門で優勝した。金城学院大学在学時にはフリーアナウンサーとして活動しウェザーニューズ『おは天』の中部地区キャスター（現在はフリーアナウンサーで、元北陸放送の福島彩乃と同期）や『熊田曜子の いい旅 ふた旅 ぎふの旅』（Radio 80）のリポーターなどを務めていた。北海道テレビ放送（HTB）アナウンサーの国井美佐は大学の同期に当たる。

### 青森放送時代
大学卒業後の2008年、青森放送に入社した。同期のアナウンサーに桒子英里と星和明がいる。
最初、周りのスタッフらが話す津軽弁が聞き取れず、理解できずで苦戦したという。
同局在籍中はテレビ番組・ラジオ番組双方を担当し、入社初年の2008年には防災士の資格を取得した。番組では防災コーナーを企画し、防災士として今すぐできる地震対策について呼びかけていた。地震についての特集ではリポーターとして出演している。防災士センターからのインタビューでは、災害をなくすことはできないが、備えの重要性を伝えることで被害を減らすことができるのではと思い防災士になったと答えている。
アナウンサーとしての活動を超え、RABキャラクターである「らぶりん」と青森県内を巡りイベントに度々登場した。らぶりんのうたや青森放送のうたなどを歌いCDデビューを果たしている。また、2010年10月22日に開催された『日本原燃ふれあいコンサート』（於：青森市文化会館）では司会を務めた。
報道番組をやりたい意欲などから2011年3月限りでの退社を決め、退社準備をしていた頃の3月11日に起きた東日本大震災では報道キャスターを務めていた。その後、2011年3月26日放送の『サタデー夢ラジオ』で、同年3月31日をもって青森放送を退社することを公表した。震災の慌ただしさの残る中での退社だったということで、申し訳ない気持ちでいっぱいだったと話している。

### フリー転向 会社設立
青森放送退社後の2011年4月以降も同局テレビの旅番組に出演していたが、フリーアナウンサーになり同年10月1日中京テレビに派遣された。中京テレビでの初出演は同年10月4日放送の『NEWS ZERO』内のローカルニュースだった。その後、『ZIP!』のローカルパートを主に担当した。また2013年には「小牧山さくらまつり」「小牧平成夏まつり」といったイベントでMCを務めた他、2014年2月21日にはBS日テレの紀行番組『イチオシ!2泊3日の旅』で南條早紀（スプラウト所属）と共演している。中京テレビへの派遣は2014年3月26日の『ZIP!』の中京テレビローカルパ－トの出演が最後であった。
中京テレビ退社後は株式会社トークナビを設立し、全国各地に出向き講演活動をしている。2016年12月1日より、同年10月末で卒業した伊波紗友里の後任として『TBSニュースバード』キャスターを務めた。

## 過去の担当番組

### 青森放送
- 東奥日報ニュース
  - RABニュース
- 活彩あおもり
- 清水圭のええで〜!あおもり
- RABニュースレーダー（2008年6月 - 2011年3月、水曜 - 金曜の気象情報担当） - 桒子英里との交替で隔日出演。
- きんこれ（2009年4月 - 2011年3月、アシスタント） - 桒子英里との交替で隔週出演。
- 成田洋明とサタデー夢ラジオ（2009年4月 - 2011年3月、樋田の不在時は米澤章子などがパートナーを担当）
- らぶりんかおりん（2010年10月 - 2011年3月、パーソナリティ） - 「らぶりんのうた」の歌唱も担当。
- あおもりTODAY （公開放送日でのスタジオ担当）
- kira-kira☆（2008年10月 - 2010年3月、水曜「かおりんぐ」（2008年度）担当 → 木曜「ふたり de DASH!!」（2009年度）担当）
- RABミュージックCube（『RABゴールデンナイター』終了後のナイタークッション枠）ミニ番組『モーニングCUBE』も担当 （不定期パーソナリティ）
- 今日ってどんな日? （月曜 - 金曜ナビゲーター）

### 中京テレビ
- 真相報道 バンキシャ! 中京テレビローカルパート
- news every.サタデー 中京テレビローカルパート
- NEWS ZERO 中京テレビローカルパート（2011年10月 - 2014年3月）
- Going!Sports&News 中京テレビローカルパート
- ZIP! 中京テレビローカルパート
- キャッチ! （リポーター、臨時ナレーター）
- チュウキョ〜くんといっしょ! お姉さん

### TBSテレビ
- TBSニュースバード（2016年12月1日 - 2017年3月）

## 青森放送入社以前の活動
- 愛・地球博（2005年3月 - 2005年9月、学生リポーター）
- ポッドキャスト（コミュファ、学生リポーター）
- 熊田曜子の いい旅 ふた旅 ぎふの旅（Radio 80、リポーター）
- マペット劇場「パティシエ学園物語」（明治製菓、MC）
- おは天（ウェザーニューズ、2006年2月 - 2006年5月、中部地区2期生お天気キャスター）
- キャンパスパーク所属のミスキャンパスモデル
- きれいなお姉さんは好きですか PREMIUM MEMBERS 2007 （松下電器産業）
- Canon Business Solution Forum 2007 （キヤノン、ナレーター）
- FMV魅力体験フェア「FMV Days」（富士通、ナレーター）

## フリー転向後

### テレビ
- 東国原英夫のそのまんまでは通しません!（チバテレ、東国原英夫のアシスタント）
- 燃える男 中畑清の1・2・3絶好調（チバテレ、2016年8月6日 - 11月26日、アシスタント）

### ラジオ
- 丹野みどりのよりどりっ!（CBCラジオ、2014年4月21日 - 5月2日、井上トシユキと共にピンチヒッターとして出演）
- 樋田かおりの女子アナ広報室（RABラジオ） - 2021年3月27日放送。青森放送退社後としては、久々のRABの番組に出演した。
- ちさ社長のWのキセキ（CBCラジオ、2024年4月6日 - )

### イベント司会
- テレビ朝日・六本木ヒルズ 夏祭り SUMMER STATION「SUMMER STATION LIVEアリーナ」ステージMC（2015年8月）[17]
- 霞が関ふくしま復興フェア（2015年・2016年、経済産業省ほか）[18][19]
- sprout#11（2016年2月5日、朝日新聞メディアラボ）[20]
- ラブライブ!シリーズPresents ユニット甲子園 2024（2024年3月9日・10日、Kアリーナ横浜） - 場内アナウンス